# John Hecimovic
John Hecimovic (* 31. März 1984 in Waterloo, Ontario) ist ein kanadisch-kroatischer Eishockeyspieler, der 2012 beim Dornbirner EC in der Österreichischen Eishockey-Liga unter Vertrag steht.

## Karriere

### Clubs
John Hecimovic begann seine Karriere als Eishockeyspieler in der kanadischen Juniorenliga Ontario Hockey League, in der er von 2000 bis 2005 für die Sarnia Sting und Mississauga IceDogs aktiv war. In diesem Zeitraum wurde er zudem im NHL Entry Draft 2003 in der neunten Runde als insgesamt 264. Spieler von den Florida Panthers ausgewählt worden war, für die er allerdings nie spielte. Stattdessen gab der Flügelspieler in der Saison 2005/06 sein Debüt im professionellen Eishockey für die South Carolina Stingrays aus der ECHL, ehe er die Spielzeit bei den Straubing Tigers in der 2. Bundesliga beendete. Mit Straubing stieg er in die Deutsche Eishockey Liga auf, kehrte jedoch in die ECHL zurück, in der er in der folgenden Spielzeit für die Pensacola Ice Pilots auflief. 
Die Saison 2007/08 begann Hecimovic erneut in Pensacola, wechselte jedoch bereits nach fünf Spielen zu HYS The Hague in die niederländische Eredivisie. Mit der Mannschaft wurde er 2009 Niederländischer Meister. Anschließend erhielt der kanadisch-kroatische Doppelbürger einen Vertrag beim neu in die Österreichische Eishockey-Liga aufgenommenen KHL Medveščak Zagreb, für den er zwei Jahre lang spielte und bei dem er in der Saison 2010/11 Assistenzkapitän war. 2011 gewann er mit Medveščak zudem den kroatischen Meistertitel. Zur Saison 2011/12 wechselte er zu Anyang Halla aus der Asia League Ice Hockey. Im Dezember 2011 wechselte er innerhalb der Liga zu den Nippon Paper Cranes. Aber nach nur einem Jahr in Asien kehrte Hecimovic in die Österreichische Eishockey-Liga zurück und wechselte zum Dornbirner EC.

### International
Sein Debüt für Kroatien gab Hecimovic im September 2012 bei der Vorqualifikation für die Winterspiele 2014 in Sotschi. Auch an den Spielen der Division II der WM 2013 nahm er teil und stieg nicht nur mit den Kroaten in die Division I auf, sondern war auch mit sechs Toren und sechs Vorbereitungen bester Scorer des Turniers.

## Erfolge und Auszeichnungen
- 2006 Aufstieg in die DEL mit den Straubing Tigers
- 2009 Niederländischer Meister mit HYS The Hague
- 2011 Kroatischer Meister mit dem KHL Medveščak Zagreb
- 2013 Aufstieg in die Division I, Gruppe B, bei der Weltmeisterschaft der Division II, Gruppe A
- 2013 Top-Scorer der Weltmeisterschaft der Division II, Gruppe A

## EBEL-Statistik
(Stand: Ende der Saison 2012/13)